# ASCII
Código Padrão Americano para o Intercâmbio de Informação (do inglês American Standard Code for Information Interchange - ASCII, pronunciado [áski]) é um sistema de representação de letras, algarismos e sinais de pontuação e de controle, através de um sinal codificado em forma de código binário (cadeias de bits formada por vários 0 e 1), desenvolvido a partir de 1960, que representa um conjunto de 128 sinais: 95 sinais gráficos (letras do alfabeto latino, algarismos arábicos, sinais de pontuação e sinais matemáticos) e 33 sinais de controle, utilizando 7 bits para representar todos os seus símbolos.
Note que como cada byte possui 8 bits, o bit não utilizado pela tabela ASCII pode ser utilizado de formas diferentes. Por exemplo, o padrão UTF-8 utiliza o bit excedente do primeiro byte para indicar que o Code point tem um valor que excede os valores da tabela ASCII (acima de 127) e necessitará de mais bytes para ser representado. Já a Microsoft utilizou este bit excedente para codificação de caracteres adicionais no Windows Code Page. Outra utilização do bit excedente é informar a paridade em transmissões assíncronas de baixa velocidade. A existência de um bit excedente em cada byte cria oportunidades para utilizar os 7 bits da Tabela ASCII em diferentes codificações não padronizadas, algumas vezes chamadas de "Tabela ASCII", que erroneamente passa a ideia que a Tabela ASCII foi oficialmente ampliada para utilizar 8 bits, fato que nunca ocorreu.
A codificação ASCII é usada para representar textos em computadores, equipamentos de comunicação, entre outros dispositivos que trabalham com texto. Desenvolvida a partir de 1960, grande parte das codificações de caracteres modernas a herdaram como base.
Os sinais não-imprimíveis, conhecidos como caracteres de controle, são amplamente utilizados em dispositivos de comunicação e afetam o processamento do texto.
O código ASCII é muito utilizado para conversão de Código Binário para Letras do alfabeto maiúsculas ou minúsculas.

## Sinais de controle (não-imprimíveis)
| Bin       | Oct | Dec | Hex | Abrev | Notação com circunflexo | Código escape | Nome                                                                   |
| --------- | --- | --- | --- | ----- | ----------------------- | ------------- | ---------------------------------------------------------------------- |
| 0000      | 000 | 00  | 00  | NUL   | ^@                      | \0            | Nulo (inglês Null)                                                     |
| 0000 0001 | 001 | 01  | 01  | SOH   | ^A                      |               | Início de cabeçalho (inglês Start of Header)                           |
| 0000 0010 | 002 | 02  | 02  | STX   | ^B                      |               | Início de texto (inglês Start of Text)                                 |
| 0000 0011 | 003 | 03  | 03  | ETX   | ^C                      |               | Fim de texto (inglês End of Text)                                      |
| 0000 0100 | 004 | 04  | 04  | EOT   | ^D                      |               | Fim de transmissão (inglês End of Transmission)                        |
| 0000 0101 | 005 | 05  | 05  | ENQ   | ^E                      |               | Consulta; inquirição (inglês Enquiry)                                  |
| 0000 0110 | 006 | 06  | 06  | ACK   | ^F                      |               | Confirmação (inglês Acknowledge)                                       |
| 0000 0111 | 007 | 07  | 07  | BEL   | ^G                      | \a            | Campainha; sinal sonoro (inglês Bell)                                  |
| 0000 1000 | 010 | 08  | 08  | BS    | ^H                      | \b            | Espaço atrás; retorno de 1 caractere (inglês Back-space)               |
| 0000 1001 | 011 | 09  | 09  | HT    | ^I                      | \t            | Tabulação horizontal (inglês Horizontal Tabulation)                    |
| 0000 1010 | 012 | 10  | 0A  | LF    | ^J                      | \n            | Alimentação de linha; mudança de linha; nova linha (inglês Line Feed)  |
| 0000 1011 | 013 | 11  | 0B  | VT    | ^K                      | \v            | Tabulação vertical (inglês Vertical Tabulation)                        |
| 0000 1100 | 014 | 12  | 0C  | FF    | ^L                      | \f            | Alimentação de formulário (inglês Form Feed)                           |
| 0000 1101 | 015 | 13  | 0D  | CR    | ^M                      | \r            | Retorno do carro; retorno ao início da linha (inglês Carriage Return)  |
| 0000 1110 | 016 | 14  | 0E  | SO    | ^N                      |               | Mover para fora; deslocamento para fora (inglês Shift Out)             |
| 0000 1111 | 017 | 15  | 0F  | SI    | ^O                      |               | Mover para dentro; deslocamento para dentro (inglês Shift In)          |
| 0001 0000 | 020 | 16  | 10  | DLE   | ^P                      |               | escape do linque de dados; escape de conexão (inglês Data-Link Escape) |
| 0001      | 021 | 17  | 11  | DC1   | ^Q                      |               | Controle de dispositivo 1 (inglês Device Control 1)                    |
| 0001 0010 | 022 | 18  | 12  | DC2   | ^R                      |               | Controle de dispositivo 2 (inglês Device Control 2)                    |
| 0001 0011 | 023 | 19  | 13  | DC3   | ^S                      |               | Controle de dispositivo 3 (inglês Device Control 3)                    |
| 0001 0100 | 024 | 20  | 14  | DC4   | ^T                      |               | Controle de dispositivo 4 (inglês Device Control 4)                    |
| 0001 0101 | 025 | 21  | 15  | NAK   | ^U                      |               | Confirmação negativa (inglês Negative-Acknowledge)                     |
| 0001 0110 | 026 | 22  | 16  | SYN   | ^V                      |               | Estado ocioso síncrono; espera síncrona (inglês Synchronous Idle)      |
| 0001 0111 | 027 | 23  | 17  | ETB   | ^W                      |               | Bloco de fim de transmissão (inglês End of Transmission Block)         |
| 0001 1000 | 030 | 24  | 18  | CAN   | ^X                      |               | Cancelar (inglês Cancel)                                               |
| 0001 1001 | 031 | 25  | 19  | EM    | ^Y                      |               | Fim de mídia; fim do meio (inglês End of Medium)                       |
| 0001 1010 | 032 | 26  | 1A  | SUB   | ^Z                      |               | Substituir (inglês Substitute)                                         |
| 0001 1011 | 033 | 27  | 1B  | ESC   | ^[                      |               | Escapar (inglês Escape)                                                |
| 0001 1100 | 034 | 28  | 1C  | FS    | ^\                      |               | Separador de arquivos (inglês File Separator)                          |
| 0001 1101 | 035 | 29  | 1D  | GS    | ^]                      | \e            | Separador de grupos (inglês Group Separator)                           |
| 0001 1110 | 036 | 30  | 1E  | RS    | ^^                      |               | Separador de registros (inglês Record Separator)                       |
| 0001 1111 | 037 | 31  | 1F  | US    | ^_                      |               | Separador de unidades (inglês Unit Separator)                          |
| 0111 1111 | 177 | 127 | 7F  | DEL   | ^?                      |               | Deletar (inglês Delete)                                                |

## Sinais gráficos (imprimíveis)
| Bin       | Oct | Dec | Hex | Sinal    |
| --------- | --- | --- | --- | -------- |
| 0010 0000 | 040 | 32  | 20  | (espaço) |
| 0010 0001 | 041 | 33  | 21  | !        |
| 0010 0010 | 042 | 34  | 22  | "        |
| 0010 0011 | 043 | 35  | 23  | #        |
| 0010 0100 | 044 | 36  | 24  | $        |
| 0010 0101 | 045 | 37  | 25  | %        |
| 0010 0110 | 046 | 38  | 26  | &        |
| 0010 0111 | 047 | 39  | 27  | '        |
| 0010 1000 | 050 | 40  | 28  | (        |
| 0010 1001 | 051 | 41  | 29  | )        |
| 0010 1010 | 052 | 42  | 2A  | *        |
| 0010 1011 | 053 | 43  | 2B  | +        |
| 0010 1100 | 054 | 44  | 2C  | ,        |
| 0010 1101 | 055 | 45  | 2D  | -        |
| 0010 1110 | 056 | 46  | 2E  | .        |
| 0010 1111 | 057 | 47  | 2F  | /        |
| 0011 0000 | 060 | 48  | 30  | 0        |
| 0011 0001 | 061 | 49  | 31  | 1        |
| 0011 0010 | 062 | 50  | 32  | 2        |
| 0011 0011 | 063 | 51  | 33  | 3        |
| 0011 0100 | 064 | 52  | 34  | 4        |
| 0011 0101 | 065 | 53  | 35  | 5        |
| 0011 0110 | 066 | 54  | 36  | 6        |
| 0011 0111 | 067 | 55  | 37  | 7        |
| 0011 1000 | 070 | 56  | 38  | 8        |
| 0011 1001 | 071 | 57  | 39  | 9        |
| 0011 1010 | 072 | 58  | 3A  | :        |
| 0011 1011 | 073 | 59  | 3B  | ;        |
| 0011 1100 | 074 | 60  | 3C  | <        |
| 0011 1101 | 075 | 61  | 3D  | =        |
| 0011 1110 | 076 | 62  | 3E  | >        |
| 0011 1111 | 077 | 63  | 3F  | ?        |

| Bin       | Oct | Dec | Hex | Sinal |
| --------- | --- | --- | --- | ----- |
| 0100 0000 | 100 | 64  | 40  | @     |
| 0100 0001 | 101 | 65  | 41  | A     |
| 0100 0010 | 102 | 66  | 42  | B     |
| 0100 0011 | 103 | 67  | 43  | C     |
| 0100 0100 | 104 | 68  | 44  | D     |
| 0100 0101 | 105 | 69  | 45  | E     |
| 0100 0110 | 106 | 70  | 46  | F     |
| 0100 0111 | 107 | 71  | 47  | G     |
| 0100 1000 | 110 | 72  | 48  | H     |
| 0100 1001 | 111 | 73  | 49  | I     |
| 0100 1010 | 112 | 74  | 4A  | J     |
| 0100 1011 | 113 | 75  | 4B  | K     |
| 0100 1100 | 114 | 76  | 4C  | L     |
| 0100 1101 | 115 | 77  | 4D  | M     |
| 0100 1110 | 116 | 78  | 4E  | N     |
| 0100 1111 | 117 | 79  | 4F  | O     |
| 0101 0000 | 120 | 80  | 50  | P     |
| 0101 0001 | 121 | 81  | 51  | Q     |
| 0101 0010 | 122 | 82  | 52  | R     |
| 0101 0011 | 123 | 83  | 53  | S     |
| 0101 0100 | 124 | 84  | 54  | T     |
| 0101 0101 | 125 | 85  | 55  | U     |
| 0101 0110 | 126 | 86  | 56  | V     |
| 0101 0111 | 127 | 87  | 57  | W     |
| 0101 1000 | 130 | 88  | 58  | X     |
| 0101 1001 | 131 | 89  | 59  | Y     |
| 0101 1010 | 132 | 90  | 5A  | Z     |
| 0101 1011 | 133 | 91  | 5B  | [     |
| 0101 1100 | 134 | 92  | 5C  | \     |
| 0101 1101 | 135 | 93  | 5D  | ]     |
| 0101 1110 | 136 | 94  | 5E  | ^     |
| 0101 1111 | 137 | 95  | 5F  | _     |

| Bin       | Oct | Dec | Hex | Sinal |
| --------- | --- | --- | --- | ----- |
| 0110 0000 | 140 | 96  | 60  | `     |
| 0110 0001 | 141 | 97  | 61  | a     |
| 0110 0010 | 142 | 98  | 62  | b     |
| 0110 0011 | 143 | 99  | 63  | c     |
| 0110 0100 | 144 | 100 | 64  | d     |
| 0110 0101 | 145 | 101 | 65  | e     |
| 0110 0110 | 146 | 102 | 66  | f     |
| 0110 0111 | 147 | 103 | 67  | g     |
| 0110 1000 | 150 | 104 | 68  | h     |
| 0110 1001 | 151 | 105 | 69  | i     |
| 0110 1010 | 152 | 106 | 6A  | j     |
| 0110 1011 | 153 | 107 | 6B  | k     |
| 0110 1100 | 154 | 108 | 6C  | l     |
| 0110 1101 | 155 | 109 | 6D  | m     |
| 0110 1110 | 156 | 110 | 6E  | n     |
| 0110 1111 | 157 | 111 | 6F  | o     |
| 0111 0000 | 160 | 112 | 70  | p     |
| 0111 0001 | 161 | 113 | 71  | q     |
| 0111 0010 | 162 | 114 | 72  | r     |
| 0111 0011 | 163 | 115 | 73  | s     |
| 0111 0100 | 164 | 116 | 74  | t     |
| 0111 0101 | 165 | 117 | 75  | u     |
| 0111 0110 | 166 | 118 | 76  | v     |
| 0111 0111 | 167 | 119 | 77  | w     |
| 0111 1000 | 170 | 120 | 78  | x     |
| 0111 1001 | 171 | 121 | 79  | y     |
| 0111 1010 | 172 | 122 | 7A  | z     |
| 0111 1011 | 173 | 123 | 7B  | {     |
| 0111 1100 | 174 | 124 | 7C  | \|    |
| 0111 1101 | 175 | 125 | 7D  | }     |
| 0111 1110 | 176 | 126 | 7E  | ~     |